# Typhloiulus coeruleoalbus
Typhloiulus coeruleoalbus är en mångfotingart som beskrevs av Karl Wilhelm Verhoeff 1899. Typhloiulus coeruleoalbus ingår i släktet Typhloiulus och familjen kejsardubbelfotingar. Inga underarter finns listade i Catalogue of Life.